# New Leipzig
New Leipzig es una ciudad ubicada en el condado de Grant en el estado estadounidense de Dakota del Norte. En el censo de 2010 tenía una población de 221 habitantes y una densidad poblacional de 95,98 personas por km².

## Geografía
New Leipzig se encuentra ubicada en las coordenadas 46°22′33″N 101°57′6″O / 46.37583, -101.95167. Según la Oficina del Censo de los Estados Unidos, New Leipzig tiene una superficie total de 2.3 km², de la cual 2.3 km² corresponden a tierra firme y (0%) 0 km² es agua.

## Demografía
Según el censo de 2010, había 221 personas residiendo en New Leipzig. La densidad de población era de 95,98 hab./km². De los 221 habitantes, New Leipzig estaba compuesto por el 97.29% blancos, el 0% eran afroamericanos, el 0.9% eran amerindios, el 0% eran asiáticos, el 0% eran isleños del Pacífico, el 0% eran de otras razas y el 1.81% pertenecían a dos o más razas. Del total de la población el 0% eran hispanos o latinos de cualquier raza.